# Militaire eenheden van de Joegoslavische partizanen

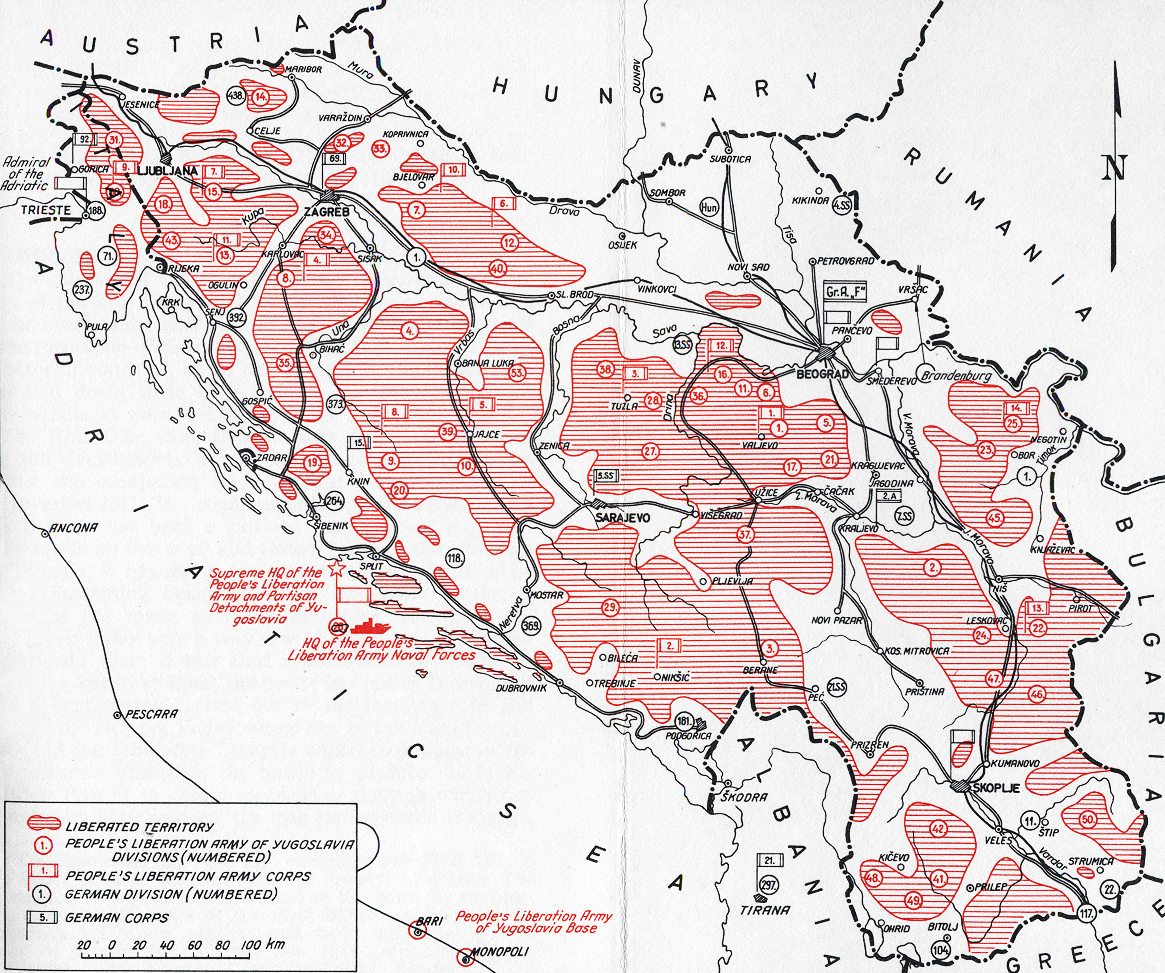
Territorium onder controle van partizanen, september 1944. De operatiegebieden van korpsen en divisies zijn aangegeven.

De Joegoslavische partizanen groeiden uit van de start in juni 1941 met de eerste oprichtingen van kleine guerrilla-partizanen-detachementen tot er in maart 1945 een volwaardig Joegoslavisch leger stond van 800.000 man in vier legers met 63 divisies, dat in staat was vrijwel zelfstandig hun land te bevrijden van de Duitsers.

## Inleiding
Hoewel de naam "partizanen" consequent genoemd wordt, hadden de partizanen door hun geschiedenis heen (als gevolg van frequente veranderingen in omvang en structurele reorganisaties) vier volledige officiële namen:
- Nationale Bevrijdings Partizanen Detachementen van Joegoslavië (Narodnooslobodilački partizanski odredi Jugoslavije, NOPOJ) (juni 1941 – januari 1942) (het achtervoegsel "Joegoslavisch" wordt soms in uitsluitend niet- Joegoslavische bronnen gebruikt om ze te onderscheiden van andere partizanenbewegingen)
- Nationale Bevrijdings Partizanen en Vrijwilligers Leger van Joegoslavië (Narodnooslobodilačka partizanska i dobrovoljačka vojska Jugoslavije, NOP i DVJ) (januari – november 1942)
- Nationaal Bevrijdingsleger Partizanen Detachementen van Joegoslavië (Narodnooslobodilačka vojska i partizanski odredi Jugoslavije, NOV i POJ) (november 1942 – februari 1945). Vanaf november 1942 werd het partizanenleger als geheel vaak simpelweg het Nationale Bevrijdingsleger genoemd (Narodnooslobodilačka vojska, NOV of Narodnooslobodilačka vojska Jugoslavije, NOVJ), terwijl de term 'partizanen' een bredere betekenis kreeg door te verwijzen naar de hele verzetsgroep (inclusief bijvoorbeeld, de AVNOJ = politieke tak).
- Joegoslavisch Leger – op 1 maart 1945 werd het Nationale Bevrijdingsleger omgevormd tot de reguliere strijdkrachten van Joegoslavië en dienovereenkomstig hernoemd. Het zou deze naam behouden tot 1951, toen het werd omgedoopt tot het Joegoslavisch Volksleger.

Gedurende deze tijd evolueerden de militaire partizanen eenheden van guerrilla met kleine detachementen naar reguliere oorlogvoering met frontlinies en veldslagen. Ook de Duitsers erkenden dit. Tot de herfst van 1944 werden de partizanen door hen systematisch Banden (bendes) genoemd. Maar vanaf dat moment werd er daadwerkelijk over divisies en andere reguliere namen van eenheden gesproken.
De toename van het aantal partizanen is duidelijk in deze tabel.
|       | Eind 1941 | Eind 1942 | Sept. 1943 | Eind 1943 | Sept. 1944 | Eind 1944 | 1 maart 1945 |
| ----- | --------- | --------- | ---------- | --------- | ---------- | --------- | ------------ |
| Total | 81.000    | 135.000   | 215.000    | 329.000   | 500.000    | 648.000   | 800.000      |

Volgens Tito was in mei 1944 de etnische samenstelling van de partizanen: 44% Serviër, 30% Kroaat, 10% Sloveen, 5% Montenegrijn, 2,5% Macedoniër, 2,5% Bosnische moslim. Verder waren er ook Italianen en Hongaren. De Italianen telden zo’n 20.000 man.
De groei van het aantal partizanen werd ook veroorzaakt omdat vele tienduizenden Četniks en Ustaša’s van zijde wisselden. Tito bood amnestie aan voor alle collaborateurs op 17 augustus 1944. De amnestie zou opnieuw worden aangeboden na de Duitse terugtrekking uit Belgrado op 21 november 1944 en nogmaals op 15 januari 1945.

## Legers
Pas vanaf 1 januari 1945 werden echte legers opgericht, om de toenemende aantallen eenheden goed onder te brengen.
| Eenheid  | Opgericht      | Eind        | Opmerkingen |
| -------- | -------------- | ----------- | --- |
| 1e Leger | 1 januari 1945 | eind oorlog | Het 1e Leger werd gevormd door omvormen van het 1e Proletarische Korps. Het kwam meest in actie aan het Syrmische front. Na de doorbraak daar in april 1945 bevrijdde het Zagreb en rukte door Noordoost-Slovenië op naar Oostenrijk. |
| 2e Leger | 1 januari 1945 | eind oorlog | Het 2e Leger werd gevormd uit eenheden van de Zuidelijke Operationele Groep. Tot april 1945 opereerde het leger in Noord-Bosnië, tussen het 1e Leger (noordelijk van de Sava) en het 4e Leger (in Lika). In het slotoffensief voor de bevrijding van Joegoslavië bevrijdde het leger grote delen van Centraal- en West-Bosnië en delen van Kroatië, Zagreb en delen van Slovenië. |
| 3e Leger | 1 januari 1945 | eind oorlog | Het 3e Leger werd gevormd uit de Generale Staf Vojvodina en eenheden van het 12e Korps. Tot april 1945 vocht het Leger aan het Syrmische front. In de afsluitende operaties nam het leger deel aan de bevrijding van Slovenië, Kroatië en Štajerska (Untersteiermark). |
| 4e Leger | 1 maart 1945   | eind oorlog | Het 4e Leger werd gevormd uit de eenheden van het 7e, 8e, 11e en later 9e Korps en opereerde in de Dalmatische sector. In de afsluitende operaties van het Joegoslavische Leger voerde het 4e Leger de Lika-Primorje-operatie, de Rijeka-operatie en de Triëst-operatie uit. |

## Korpsen
De eerste korpsen werden eind 1942 opgericht, aangezien de strijd steeds meer regulier werd en er een stroom nieuwe divisies opgericht werden, die ook regionale aansturen nodig hadden.
| Eenheid                              | Opgericht          | Eind                           | Opmerkingen |
| ------------------------------------ | ------------------ | ------------------------------ | --- |
| 1e Proletarische Korps               | 5 oktober 1943     | 1 januari 1945                 | Het korps vocht tot medio 1944 in West- en Centraal-Bosnië en Lika. Later kwam het in actie in Servië en aan het Syrmische front. Op 1 januari 1945 werd het korps omgevormd tot 1e Leger. |
| 2e Stoottroepen Korps                | 10 oktober 1943    | 25 april 1945                  | Het korps werd gevormd om leiding te geven aan de 2e Proletarische Divisie en de 3e Stoottroepen Divisie. Het korps vocht in Montenegro, Sandžak en Herzegovina en nam uiteindelijk ook deel aan de bevrijding daarvan. In 1945 nam het korps nog deel aan de Sarajevo-operatie. Na de ontbinding van het korps werden de eenheden verdeeld over het 2e en 3e Leger. |
| 3e Korps                             | 9 november 1942    | eind oorlog                    | Gevormd als 1e Bosnische Korps en gaf leiding over tal van partizanen-eenheden in Bosnië. Op 11 mei 1943 werd het korps verdeeld in het 1e en 2e Bosnische Korps. Op 5 oktober 1943 werd het korps ten slotte omgedoopt in 3e Korps van de NOVJ. Het korps kwam in actie in Oostelijk Bosnië. In 1945 was het belangrijkste wapenfeit, de deelname aan de Sarajevo Operatie en vernietiging van Četniks. |
| 4e Korps                             | 22 november 1942   | 15 mei 1945                    | Het korps werd gevormd om de activiteiten van de 6e Lika, 7e Banija en 8e Kordun divisies te leiden onder de naam 1e Kroatische Korps. Het korps werd op 5 oktober 1943 omgedoopt in 4e Korps. Het korps opereerde in Kroatië, ten zuiden van de Sava en in de Una vallei en ook in Lika en delen van Slovenië. Tijdens de laatste offensieven in 1945 nam het korps deel aan de bevrijding van Bihać, Lika, Karlovac en Zagreb. Het korps werd ontbonden op 15 mei 1945. |
| 5e Korps                             | 11 mei 1943        | 22 april 1945                  | Gevormd als 2e Bosnische Korps (als afsplitsing uit 1e Bosnische Korps). De meeste eenheden van dit 1e Bosnische Korps kwamen mee. In zijn operatiegebied had het korps vier Duitse divisies tegenover zich, dus moest het de open strijd laten vallen en weer teruggrijpen op guerrilla tactieken. Het korps werd op 5 oktober 1943 omgedoopt in 5e Korps en kwam in actie in Oostelijk Bosnië. In 1945 bevrijdde het korps vele gebieden in West- en Centraal-Bosnië en nam deel aan de Sarajevo-operatie. In april 1945 werd het korps opgeheven en de eenheden gingen op in het 2e Leger. |
| 6e Korps                             | 17 mei 1943        | 24 april 1945                  | Het korps werd gevormd als bevelslaag voor de 10e en 12e Slavonische Divisies en het opereerde in Slavonië en delen van Bosnië en Slovenië. Bij aanvang heette het korps Eerste Slavische Korps en van 20 juni 1943 tot 5 oktober 1943 het 2e Kroatische Korps. Op die laatste datum kreeg het korps de definitieve naam 6e Korps. Vanaf 1 januari 1945 stond het onder bevel van het 3e Leger en bevrijdde in 1945 de gebieden waar het al in actie was. In april 1945 werd het korps opgeheven en de eenheden gingen op in het 3e Leger.                                                    |
| 7e Korps                             | 3 oktober 1943     | 21 mei 1945                    | Het korps werd gevormd om leiding te geven aan de 14e, 15e en 14e Sloveense Divisies. Het korps opereerde in het gebied van Dolenjska, Notranjska en het Sloveense deel van Istrië. Vanaf 7 april 1944 had het de beschikking over de Artillerie Brigade. In de 1945 slotoffensieven bevrijdde het korps de regio en stad Ljubljana. Opgeheven 21 mei 1945. |
| 8e Dalmatische Korps                 | 7 oktober 1943     | eind oorlog                    | Het korps werd gevormd om leiding te geven aan de 9e, 19e, 20e en 26e Dalmatische Divisies plus 12 partizanen-detachementen. Het korps vocht in Dalmatië, delen van Istrië en West-Bosnië. Tussen 1 september en 9 december 1944 bevrijdde het korps Dalmatië, simultaan met de Duitse terugtrekking in Operatie Herbstgewitter (IV) en bracht de Duitse troepen zware verliezen toe. In februari 1945 bevrijdde het korps Široki Brijeg en Mostar en begin maart werd het onderdeel van het 4e Leger.                                                                                        |
| 9e Korps                             | 22 december 1943   | eind oorlog                    | Het korps werd gevormd om leiding te geven aan de 30e en 31e Sloveense Divisies. Het korps vocht langs de Sloveense kustlijn, in Beneška Slovenia, Westelijk Gorenjska en van februari 1945 af ook in het Sloveense deel van Istrië. In april 1944 voegde zich de Triëst Brigade bij het korps en in december ook de Italiaanse divisie Garibaldi Natisone. In het 1945 slotoffensief bevrijdde het korps de gebieden waarin het opereerde plus Triëst. |
| 10e Zagreb Korps                     | 19 januari 1944    | eind oorlog                    | Het korps werd gevormd om leiding te geven aan de 32e Zagorje en 33e Kroatische Divisies. Het korps kwam in actie in het noorden van Kroatië (het zogenaamde Zagreb-gebied), op het terrein tussen Ilova, de Drau, Slovenië en de Sava. Vanaf 16 april 1945 was het een onderdeel van het 3e Leger en het bevrijdde in deze laatste maand het gebied waar het al in actie was. |
| 11e Korps                            | 30 januari 1944    | 25 april 1945                  | Het korps werd gevormd om leiding te geven aan de 13e Primorje Gorski en 33e Kroatische Divisies. Het korps vocht in Lika, Gorski Kotar, Kroatisch kustgebied en Istrië. In het slotoffensief in 1945 bevrijdde het korps de gebieden waar het al in opereerde. In april 1945 werd het korps opgeheven. Twee divisies werden rechtstreeks onderdeel van het 4e Leger, terwijl een divisie werd ontbonden. |
| 12e Korps                            | 1 juli 1944        | 28 maart 1945                  | Het korps werd gevormd met de 16e en 36e Vojvodina-divisies en nam later ook het bevel over de 51e Vojvodina-divisie op zich. Het korps werd op 1 januari 1945 ondergeschikt gemaakt aan het 3e Leger. Het korps vocht voornamelijk in Oost-Bosnië en nam ook deel aan het Belgrado-offensief (oktober 1944) en de Slag om Batina (november 1944). Vanaf 1 januari 1945 was het korps onderdeel van het 3e Leger en werd op 29 maart 1945 ontbonden. |
| 13e Korps                            | 7 september 1944   | 3 december 1944                | Het korps werd gevormd rond de 2e Proletarische en de 22e en 24e Servische Divisies. Het korps vocht in Zuid-Servië en nam deel aan de Niš-operatie en de Kosovo-operatie. Door verbindingen door te snijden hinderde het korps de terugtocht van Heeresgruppe E door de Morava-vallei. Nadat de gevechten in dit gebied voorbij waren werd het korps ontbonden en de divisie kwamen rechtstreeks onder commando van de Generale Staf van Servië. |
| 14e Servische Korps                  | 6 september 1944   | 1 januari 1945                 | Het korps werd gevormd om leiding te geven aan de 23e, 25e en 45e Servische Divisies. Het korps kwam in actie in Oost-Servië en nam deel aan het Belgrado-offensief en de strijd om het Bruggenhoofd Kraljevo. Op 1 januari 1945 werd het korps onderdeel van het 2e Leger. Het korps zelf werd opgeheven en de divisies werden direct aan het leger toegevoegd. |
| 15e Macedonische Korps               | begin oktober 1944 | 11 april 1945                  | Het korps werd gevormd met de 41e, 48e en 49e Macedonische Divisies en kwam in eerste instantie in actie in de gevechten in Macedonië en nam deel aan de bevrijding van deze gebieden. Daarna werd het korps gereorganiseerd, kreeg de 42e en 48e Macedonische Divisies en werd naar het Syrmische front overgebracht. Op 11 april 1945 werd het korps ontbonden en de divisies werden verdeeld onder het 1e Leger. |
| 16e Korps                            | begin oktober 1944 | eerste helft van december 1944 | Het korps werd gevormd om leiding te geven aan de 49e Macedonische Divisie en de Kumanovo-divisie. Het korps vocht in het gebied rond Skopje en nam deel aan de bevrijding van dit gebied. Daarna werd het korps opgeheven. |
| Bregalnica-Strumica Korps            | 3 oktober 1944     | december 1944                  | Dit korps werd gevormd om de 50e en 51e Macedonische Divisies te leiden. Deelgenomen werd aan de bevrijding van Macedonië en daarna opgeheven. |
| Volks Defensie Korps van Joegoslavië | 15 augustus 1944   | januari 1953                   | Officiële naam was KNOJ (Servo-Kroatisch: Korpus Narodne Odbrane Jugoslavije) De basis taak van het korps was het elimineren van alle vijanden in de bevrijde gebieden, het leven daar op gang brengen, maar ook de grenzen bewaken. In mei 1945 beschikte het korps over 80.000 man in acht divisies. Frontlijnservice van de eenheden kwam zelden voor. In 1953 opgeheven en taken gingen naar het Joegoslavische Volksleger. |

## Divisies
Nadat initieel de partizanen alleen in detachementen gevormd waren, werden vanaf november 1942 ook divisies opgericht voor betere aansturing.
| Eenheid                                      | Opgericht                        | Eind                       | Opmerkingen |
| -------------------------------------------- | -------------------------------- | -------------------------- | --- |
| 1e Proletarische Divisie                     | 1 november 1942                  | eind oorlog                | De divisie werd opgericht in Bosanski Petrovac. De divisie heeft aan alle grote veldslagen en offensieven in Joegoslavië deelgenomen en aan de bevrijding van een aantal plaatsen in Bosnië, Servië, Kroatië en Slovenië. De divisie beëindigde haar oorlogsreis op 20 mei 1945, door te stationeren in de omgeving van Triëst en Gorica. |
| 2e Proletarische Divisie                     | 1 november 1942                  | eind oorlog                | De divisie werd opgericht in Tičevo in the Bosanska Krajina en nam deel aan vele belangrijke veldslagen in Montenegro, Bosnië en Servië. Belangrijk was deelname aan de strijd om Kraljevo. Vanaf 16 december ging de divisie naar het Syrmische front en bleef daar tot medio april 1945. Hierna werd de divisie overgebracht naar Zuid-Servië, dat gezuiverd moest worden van nog actieve Četnik-groepen. |
| 3e Stoottroepen Divisie                      | 9 november 1942                  | eind oorlog                | De divisie werd opgericht in Tičevo. In het Vijfde Offensief – Operatie Schwartz leed de divisie zeer zware verliezen en was praktisch vernietigd. Na reorganisatie kwam hij weer in actie. In 1945 kwam de divisie in actie in de Sarajevo-operatie en de bevrijding van Karlovac en acties bij Zidani Most. |
| 4e Krajina-divisie                           | 9 november 1942                  | eind oorlog                | De divisie werd opgericht in Glamočko polje en was voornamelijk in actie in Bosanska Krajina. In 1945 kwam de divisie in actie in de Sarajevo-operatie en de bevrijding van Karlovac en acties bij Zidani Most. |
| 5e Krajina-divisie                           | 9 november 1942                  | eind oorlog                | De divisie werd opgericht in Glamočko polje. Het hoofd-operatiegebied was Oost-Bosnië. In de laatste fasen van de oorlog was de divisie in actie aan het Syrmische front. In april 1945 slaagde het in een doorbraak aan dit front en vervolgens de bevrijding van Slavonski Brod. |
| 6e Lika Proletarische Divisie "Nikola Tesla" | 22 november 1942                 | eind oorlog                | De divisie werd opgericht in Lika. De divisie onderscheidde zich door het bevrijden van vrijwel geheel Lika in maart-mei 1943. Op 19 maart 1944 werd de divisie volgens een decreet van het Opperste Hoofdkwartier van de Partizanen tot "Proletariër" uitgeroepen en vernoemd naar de wetenschapper Nikola Tesla (1856 —1943), die een inwoner was van Lika. Na lang in Bosnië geweest te zijn, verplaatste de divisie zich in herfst 1944 naar Servië en vanaf daar naar het Syrmische front. Na de dorbraak daar in april 1945 volgde de bevrijding van Đakovo en Slavonski Brod en op 9 mei trok ze Zagreb binnen. |
| 7e Banija-divisie                            | 22 november 1942                 | eind oorlog                | De divisie werd opgericht in Banska krajina (Banija). Vocht in Banija, Kordun, Bosnië en Herzegovina en Montenegro. Tijdens de laatste operaties werd deelgenomen aan de bevrijding van Lika, Kordun en delen van Slovenië. Divisie onderscheidde zich in vele veldslagen. |
| 8e Kordun-divisie                            | 22 november 1942                 | eind oorlog                | Opgericht werd de divisie in Crevarska Strana. En de divisie kwam voornamelijk in actie in krodun en Banija. Tijdens de slotoperaties in 1945 nam de divisie deel aan de bevrijding van Bihać, Kordun, noordelijk Lika, Gorski Kotar en een deel van Slovenië. |
| 9e Dalmatische Divisie                       | 13 februari 1943                 | eind oorlog                | De divisie werd opgericht in Imotski. Tijdens de Slag om de Neretva leed de divisie zulke zware verliezen dat hij moest worden ontbonden. Begin september 1943 werd de divisie weer heropgericht en was gedurende een jaar in actie in het Dalmatische achterland tussen Livno en Lika. Het bevrijdde uiteindelijk Livno op 10 oktober 1944, en nam deel aan de Slag om Knin. In 1945 nam de divisie deel aan de Mostar-operatie, Operatie Lika-Primorska en de Rijeka-operatie. |
| 10e Krajina-divisie                          | 13 februari 1943                 | eind oorlog                | De divisie werd opgericht en opereerde in Krajina. De divisie nam deel aan alle offensieve en defensieve operaties van het 5e Bosnische Korps, zoals Banja Luka (januari 1944), aanval op Travnik (oktober 1944) en de operaties bij Sarajevo en Karlovac in 1945. |
| 11e Krajina-divisie                          | 1 juni 1943                      | eind oorlog                | De divisie werd opgericht in Prnjavor. De divisie vocht in Midden- en Oost-Bosnië, nam deel aan de bevrijding van Servië en vocht aan het Syrmische front. Na de doorbraak van het front, bleef ze oprukken langs de Sava-vallei naar Zagreb en nam half mei deel aan de verovering van de overblijfselen van Heeresgruppe E in Slovenië. |
| 12e Slavonische Divisie                      | 30 december 1942                 | eind oorlog                | De divisie werd opgericht in Slavonië en viel op met zeer succesvolle en diverse acties in het zeer gevoelige en dit sterk verdedigde gebied. Deze acties omvatten een verscheidenheid aan offensieve activiteiten, van omleidingen en hinderlagen, via invallen op kleinere Axis-garnizoenen tot deelname aan complexe operaties op het niveau van het korps. Zo bevrijde de divisie 700 gevangenen uit Lepoglava op 13 juli 1943. Bij de slotoperaties nam de divisie deel aan de verdediging van het Virovtica-bruggenhoofd en aan de bevrijding van verschillende steden in Slavonië en Podravina. |
| 13e Primorje Gorski-divisie                  | april 1943                       | eind oorlog                | De divisie werd opgericht in de tweede helft van april 1943 in Brinje en opereerde in Gorski Kotar, Lika en de Kroatische kuststreek en nam in de slotoperaties als onderdeel van het 4e Leger deel aan de gevechten rond Rijeka. |
| 14e Sloveense Divisie                        | 13 juli 1943                     | eind oorlog                | Deze divisie werd opgericht in Dolenjska. De divisie nam deel aan vele gevechten in Slovenië. Bij de slotoperaties nam de divisie deel aan het ontwapenen van Duitse troepen in het Sloveens- en Oostenrijks Karinthië. |
| 15e Sloveense Divisie                        | 13 juli 1943                     | eind oorlog                | De divisie werd opgericht in Dolenjske Toplice. Opererend in het gebied hierom heen nam de divisie het op tegen Italiaanse en Duitse bolwerken. In zeer harde gevechten, vooral in april in Suha Krajina en Kočevski Rog, leed de divisie aanzienlijke verliezen. Na de bevrijding van Kočevje nam ze deel aan de bevrijding van Ljubljana, van 7 tot 9 mei 1945. |
| 16e Vojvodina-divisie                        | 2 juli 1943                      | eind oorlog                | Opgericht werd deze divisie in Oost-Bosnië en voerde daar ook meer dan een jaar gevechten. In de herfst van 1944 stak de divisie door naar Servië, nam deel aan het belgrado Offensief, vocht aan het Syrmische front en langs de Drau. In april/mei 1945 volgde de achtervolging van de Duitser richting Oostenrijk, die eindigde bij Sankt Veit an der Glan, waar de divisie bleef tot 20 mei en daarna terugkeerde naar Slovenië. |
| 17e Oost-Bosnische Divisie                   | 2 juli 1943                      | eind oorlog                | Opgericht werd deze divisie in Oost-Bosnië en voerde daar ook de meeste gevechten. De divisie stond nooit in het brandpunt of in belangrijke veldslagen. |
| 18e Sloveense Divisie                        | 14 september 1943                | eind oorlog                | De divisie werd opgericht in Zdenska Vas. Vanaf 3 oktober 1943 tot het einde van de oorlog maakte de divisie permanent deel uit van het 7e Korps. Begin mei 1945 nam de divisie deel aan de bevrijding van Dolenjska en Ljubljana. |
| 19e Dalmatische Divisie                      | oktober 1943                     | eind oorlog                | De divisie werd opgericht in de eerste helft van oktober 1943 in Biovičino Selo. De divisie vocht voornamelijk in Noord-Dalmatië, en nam deel aan de Slag om Knin en de Operaties Lika-Primorska en Triëst. |
| 20e Dalmatische Divisie                      | 17 oktober 1943                  |                            | De divisie werd opgericht in Vrdovo aan de Dinara en kwam voornamelijk in actie in Centraal-Dalmatië. De divisie nam deel aan de bevrijding van Split en onderscheidde zich in de Slag om Knin en Operatie Triëst. |
| 21e Servische Divisie                        | 19 mei 1944                      | eind oorlog                | Deze divisie op 19 mei 1944 gevormd als 1e Servische Divisie in het dorp Gornji Gajtan, maar effectief pas de volgende dag op het Radan-plateau, ten zuidwesten van Lebane. Het werd omgedoopt tot de 21e Servische Divisie op 13 juni 1944. De divisie had een belangrijk aandeel in de Belgrado-operatie en kwam later in actie langs het Syrmische front. |
| 22e Servische Divisie                        | 22 mei 1944                      | eind oorlog                | De divisie werd opgericht (aanvankelijk met de naam 3e Servische Divisie) in Servië en dat was ook het actieterrein. In de herfst van 1944 nam de divisie deel aan de Nis-operatie en de Kosovo-operatie. Later werd de divisie overgebracht naar het Syrmische front. Daar nam hij deel aan de doorbraak van dat front. Op 11 april 1945 om 23.00 uur begon de aanval, 6 uur voordat alle andere divisies hun aanval zouden beginnen. Dit resulteerde in vreselijke verliezen. De divisie werd van het front teruggetrokken, een deel ervan werd gebruikt tijdens de parade van 1 mei in Belgrado en van daaruit werd het onmiddellijk naar Bitola gestuurd om de Griekse grens te bewaken vanwege een uitbarstende burgeroorlog en mogelijke buitenlandse interventie. |
| 23e Servische Divisie                        | 6 juni 1944                      | eind oorlog                | Gevormd werd deze divisie in Toplica, aanvankelijk met de naam 3e Servische Divisie. De divisie vocht in Servië, Bosnië en Kroatië. Deelgenomen werd aan de bevrijding van Oost-Servië, veldslagen rond Belgrado, bevrijding van Gracanica, Derventa en als onderdeel van de Operationele Groep Una oprukkend naar Karlovac en Samobor. |
| 24e Servische Divisie                        | 10 juni 1944                     | eind oorlog                | De divisie werd in de regio Jablanica opgericht, vocht in het zuiden van Servië en nam deel aan de Operatie Kosovo. Op 3 december 1944 werd de divisie onder bevel van de Generale Staf geplaatst om het gebied van Kosovo vrij te maken van Ballisten (Balli Kombëtar, letterlijk Nationaal Front), en andere Albanese “vijandelijke troepen”. Vanaf maart 1945 werd de divisie reserve van de Generale Staf. |
| 25e Servische Divisie                        | 21 juni 1944                     | eind oorlog                | Gevormd werd deze divisie in het dorp Donja Jošanica bij Prokuplje. De divisie vocht in Zuid- en Oost-Servië en Oost-Bosnië en nam deel aan de bevrijding van Arilja, Uzicka Pozega en Uzice. In het slotoffensief was de divisie deel van het 2e Leger, met een opmars richting Zagreb, deels aan het front, deels in het achterland. |
| 26e Dalmatische Divisie                      | 8 oktober 1943                   | eind oorlog                | De divisie werd opgericht in het Dalmatisch kustgebied. Het werkgebied omvatte Zuid-Dalmatië, Pelješac en de eilandenarchipel: Hvar, Brač, Vis, Korčula en kleinere eilanden. Vanwege de aard van het operatiegebied werkte de divisie nauw samen met de NOVJ-marine. De belangrijkste taak van de divisie was de verdediging van het eiland Vis. In de herfst van 1944 bevrijdde de divisie de Dalmatische eilandenarchipel en landde daarna op het vasteland. Tijdens de Slag om de Vukov Klanac, bij Šibenik en in de Slag om Knin bracht de divisie Duitse eenheden zware verliezen toe. Daarna volgde de Operatie Mostar. In de laatste veldslagen van de oorlog bevrijdde de divisie Bihac, Gospic, Senj en het eiland Krk en was ook betrokken bij de operaties Lika-Primorska en Triëst. |
| 27e Oost-Bosnische Divisie                   | 10 oktober 1943                  | eind oorlog                | De divisie werd gevormd in Tuzla en de gevechtsoperaties vonden voornamelijk plaats op het grondgebied van Oost-Bosnië. Op 17 september bevrijdde de divisie eindelijk Tuzla en in november vocht de divisie hevige veldslagen uit met zijn terugtrekkende colonnes van Heeresgruppe E. In januari 1945 volgden hevige gevechten om Vlasenica en gevechten in de valleien van Drina en Bosnië in februari en maart. Bij de operatie in Sarajevo speelde de divisie een belangrijke rol, door begin april 1945 de stad te omsingelen. De divisie voerde ook de laatste oorlogsoperatie uit op het grondgebied van Joegoslavië in de Tweede Wereldoorlog: de vernietiging van de Ustaša-groep, die was gevestigd in het Bosnische Posavina. Het laatste Ustaša-bolwerk werd op 25 mei 1945 geëlimineerd. |
| 28e Slavonische Divisie                      | 17 mei 1943                      | eind oorlog                | Gevormd werd deze divisie in het gebied de berg Papuk, bij Požega in Slavonië en vocht in dit gebied tot september 1944 toen het de oversteek maakte naar Oost-Bosnië en later Servië. Daar nam het deel aan de Operatie Belgrado en aan de laatste operaties ter bevrijding van delen van Bosnië. Als onderdeel van het 2e Leger opereerde de divisie in de operationele richting van Zagreb, de divisie ging de stad in op 8 mei 1945. |
| 29e Herzegovina-divisie                      | 16 november 1943                 | eind oorlog                | De divisie ontstond in Gacko en opereerde in Herzegovina. In 1945 nam de divisie deel aan de Mostar-operatie, de Sarajevo-operatie en de Triëst-operatie. Op 8 mei bevrijdde de divisie, samen met eenheden van het 7e Sloveense korps, Ljubljana. |
| 30e Sloveense Divisie                        | 6 oktober 1943                   | 3 mei 1945                 | De divisie werd op gevormd als Goriska of Gorizia Divisie. Op 17 oktober 1943 werd het omgedoopt tot de 27e Goriska Divisie, gevolgd door de 32e Divisie op 22 december 1943 en eind januari 1944 werd het uiteindelijk omgedoopt tot de 30e Sloveense Divisie. De divisie maakte tijdens de hele oorlog deel uit van het 9e Sloveense Korps en was in actie in verschillende gebieden in Slovenië. Eind april 1945 nam het deel aan de laatste veldslagen voor de bevrijding van Joegoslavië en op 1 mei 1945 nam het deel aan de aanval op Opicina en aan veldslagen voor de bevrijding van Triëst, komend vanuit het noorden. Op 3 mei 1945 werd de divisie ontbonden en werden haar eenheden ondergebracht bij het KNOJ. |
| 31e Sloveense Divisie                        | 6 oktober 1943                   | eind oorlog                | Deze divisie werd opgericht als Triglav-divisie, vervolgens op 17 oktober 1943 omgedoopt tot 26e Divisie en ten slotte op 22 december 1943 omgedoopt 31e Sloveense Divisie. De divisie maakte van 22 december 1943 tot het einde van de oorlog deel uit van het 9e Sloveense Korps en opereerde in het Gorenjska gebied. Tijdens het laatste Duitse offensief (19 maart – 3 april 1945) dat zich richtte op bevrijd gebied in het gebied van Trnovski Gozd, slaagde de divisie erin de Duitse omsingeling te doorbreken met zeer grote verliezen, meer dan 600 doden, gewonden en vermisten. Maar al medio april, samen met andere eenheden van het 9e Korps, lanceerde het een tegenoffensief, bevrijdde het Trnovo-woud van vijanden, drong westelijk de Soča-vallei binnen en op 1 mei 1945, vóór de aankomst van Nieuw-Zeelandse eenheden, bevrijdde het Gorizia en Monfalcone.                                                       |
| 32e Zagorje-divisie                          | 12 december 1943                 | eind oorlog                | De divisie werd gevormd in het gebied van Kalničko gorje in Hrvatsko Zagorje en dit bleef ook gedurende de oorlog het operatiegebied. In de tweede helft van april en de eerste helft van mei 1945 namen de eenheden van de divisie deel aan de bevrijding van dit gebied. |
| 33e Kroatische Divisie                       | 19 januari 1944                  | eind oorlog                | Deze divisie werd gevormd in Koprivnica en in dit gebied opereerde de divisie voor de rest van de oorlog en bevrijdde het ook uiteindelijk in april/mei 1945. Alleen in januari/februari 1945 was er echt frontdienst bij de verdediging van het Virovitica-bruggenhoofd. |
| 34e Kroatische Divisie                       | 30 januari 1944                  | eind oorlog                | Opgericht werd deze divisie in het gebied Žumberak, Pokuplje en Turopolje en dit was ook het gebied war de divisie bleef opereren. De divisie nam tussen 30 april en 6 mei 1945 deel aan de bevrijding van Karlovac. |
| 35e Lika-divisie                             | 30 januari 1944                  | 2 april 1945               | De divisie werd gevormd in Lika en dit bleef gedurende zijn bestaan ook het operatiegebied. Van 20 tot 28 maart 1945 nam de divisid deel aan de strijd om de bevrijding van Bihać. De divisie werd ontbonden op 2 april 1945. De 1e Brigade werd omgedoopt tot de 1e Onafhankelijke Lika Brigade, en de eenheden van de 13e Primorje-Gorski Divisie en het 11e Korps werden aangevuld met de manschappen van de 2e en 3e Brigades. |
| 36e Vojvodina-divisie                        | 3 maart 1944                     | eind oorlog                | De divisie werd opgericht in het dorp Bijela, in het oosten van Bosnië. De divisie opereerde in Syrmië/Vojvodina tot oktober 1944. In januari en begin februari 1945 nam de divisie deel aan de liquidatie van het Virovitica-bruggenhoofd, daarna waren ze verwikkeld in veldslagen ten zuiden van Darde en in april nam het deel aan de oversteek van de rivier de Drau bij Valpovo en via Koprivnica ten slotte eindigend rond Dravograd op 15 mei 1945. |
| 37e Sandžak-divisie                          | 4 maart 1944                     | eind oorlog                | De divisie werd opgericht en opereerde in Sandžak tot de bevrijding van de regio en verplaatste daarna naar Bosnië, waar het onder andere vocht in de Operatie Sarajevo. Vervolgens werd de divisie teruggestuurd naar Sandžak om de resterende Četnik-formaties te bestrijden. |
| 38e Oost-Bosnische Divisie                   | 6 maart 1944                     | eind oorlog                | De divisie werd opgericht in het dorp Brđani bij Bijeljina en opereerde in Oost-Bosnië tot de bevrijding van de regio. In 1945 vocht de divisie in de Operatie Sarajevo. Vervolgens werd de divisie naar Zuid-Bosnië gestuurd om daar nog opererende Četnik-formaties op te ruimen. |
| 39e Krajina-divisie                          | 20 maart 1944                    | eind oorlog                | Deze divisie werd opgericht in West-Bosnië en opereerde meest in de Bosanska Krajina. In het slotoffensief van 1945 trok de divisie met het 2e Leger op naar Zagreb en verder richting Oostenrijk. |
| 40e Slavonische Divisie                      | 15 juli 1944                     | eind oorlog                | De divisie werd gevormd in Daruvar en maakte tot het einde van de oorlog deel uit van het 6e Korps. Het gebied rond Daruvar bleef het operatiegebied. Dit werd uiteindelijk ook bevrijd, waarna de divisie optrok met de opmars van de partizanenlegers richting Slovenië. |
| 41e Macedonische Divisie                     | 25 augustus 1944                 | eind 1944??                | Deze divisie werd opgericht in Seshkovo bij Kavadarci en kwam in actie tegen de Duitse terugtrekking uit Griekenland (Heeresgruppe E), o.a. rond Prilep. Tot eind 1944 nam ze deel aan de laatste veldslagen voor de bevrijding van Kosovo en leidde ze de strijd tegen de overblijfselen van Ballisten troepen. |
| 42e Macedonische Divisie                     | 7 september 1944                 | eind oorlog                | De divisie werd gevormd in Lisiče bij Veles. Medio oktober 1944 sloot ze zich aan bij het 16e Korps en vocht in het gebied rond Skopje. De eenheden van de divisie bevrijdden Veles op 9 november 1944 en namen vervolgens deel aan de bevrijding van Skopje op 13 november 1944. In december nam ze deel aan de strijd voor de bevrijding van Kosovo. In 1945 werd de divisie onderdeel van het 15e Korps en nam deel aan de veldslagen aan het Syrmische-front en de laatste operaties voor de bevrijding van Joegoslavië. |
| 43e Istrië-divisie                           | 29 augustus 1944                 | eind oorlog                | Deze divisie werd opgericht in Čabar in Primorje-Gorski Kotar en opereerde in dit gebied, ook tijdens het slotoffensief in 1945. Daarna trok de divisie op door Istrië. |
| 45e Servische Divisie                        | 3 september 1944                 | eind oorlog                | De divisie werd opgericht in Trgovište. De divisie nam deel aan de strijd om de bevrijding van Oost-Servië en Operatie Nis. In herfst en winter volgde inzet meer noordelijk, in Servië, Bosnië en Herzegovina. In het slotoffensief opereerde de divisie onder het 2e en 3e Leger en volgde een opmars via Zagreb naar Stiermarken. |
| 46e Servische Divisie                        | 20 september 1944                | eind oorlog                | De divisie werd gevormd in de regio Pirot. De divisie opereerde in het gebied van Vranje en bevrijdde deze stad op 11 oktober 1944. Vervolgens werd samen met de Bulgaarse 2e Cavaleriedivisie Bujanovac en Gjilan bevrijd. In november nam de divisie deel aan de bevrijding van Kosmet (Kosovo en Metohija) en bleef daar tot het einde van de oorlog om de Ballisten en andere Albanees-verzetseenheden te liquideren. |
| 47e Servische Divisie                        | 1 oktober 1944                   | begin mei 1945             | Opgericht werd deze divisie in Lebane en kwam meteen in actie in de Nis Operatie. Tot eind oktober opereerde de divisie in het gebied van Jastrebac, Toplica en Kosanica, en vanaf november in Oost-Servië en later rond Kragujevac en Kraljevo, daar maakte de divisie het terrein vrij van Četnik- eenheden. Begin mei 1945 werd ze overgebracht naar Slavonski Brod als onderdeel van het 1e Leger, waar de divisie werd ontbonden, en het personeel verdeeld over andere eenheden. |
| 48e Macedonische Divisie                     | 28 september 1944                | eind oorlog                | De divisie werd opgericht in het dorp Plasnica bij Kičevo. Ze nam deel aan de bevrijding van Ohrid op 7 september en Struga op 8 september. De divisie nam ook deel aan de doorbraak aan het Syrmische Front en aan alle veldslagen voor de uiteindelijke bevrijding van Joegoslavië . Ze beëindigde haar gevechtscarrière in Celje en Dravograd. Tijdens haar terugkeer naar Macedonië nam ze in Bosnië en Herzegovina deel aan het opruimen van de resterende formaties Četnik en Ustaša. |
| 49e Macedonische Divisie                     | 10 september 1944                | ??                         | Deze divisie werd opgericht in het dorp Crnovec bij Bitola. Eenheden van deze divisie namen deel aan de veldslagen voor de uiteindelijke bevrijding van Prilep, Bitola, Ohrid en Struga en vervolgens tegen de Ballistische eenheden. |
| 50e Macedonische Divisie                     | 17 september 1944                | 6 december 1944            | De divisie werd opgericht in Mitrašinci bij Berovo en vocht ten tijde van de Duitse terugtocht vanuit Griekenland door Macedonië. De divisie nam deel aan de bevrijding van Skopje, waarna ze op 19 november 1944 Tetovo bevrijdde. In december van hetzelfde jaar werd de divisie ontbonden. |
| 51e Macedonische Divisie                     | 19 oktober 1944                  | ??                         | De divisie werd opgericht in Shirok Dol bij Berovo en nam deel aan de operaties voor de bevrijding van Macedonië. Na de bevrijding van Strumica en Radoviš werd ze ingezet langs de Joegoslavische grens van Gevgelija tot aan het drielandenpunt bij Bulgarije. In december 1944 werd de divisie hernoemd tot 50e Macedonische Divisie, in de plaats van de ontbonden 50e Divisie. |
| 51e Vojvodina-divisie                        | 31 oktober 1944                  | eind oorlog                | Deze divisie werd opgericht in Novi Sad. Deelgenomen werd aan Operatie Batina (waarbij de divisie verschrikkelijke verliezen leed) en verdediging van Virovitica bruggenhoofd. Tijdens de laatste operaties van het Joegoslavische leger nam het deel aan de bevrijding van Osijek, Đurđevac, Koprivnica en Ptuj en aan de vernietiging van de vijandelijke concentratie in Dravograd. |
| 52e Kosovo-Metohija-divisie                  | 8 februari 1945                  | eind oorlog                | Deze werd opgericht in Kosmet en kwam daar voornamelijk in actie tegen Ballisten. |
| 53e Centraal-Bosnische Divisie               | eind juli 1944                   | eind oorlog                | De divisie werd opgericht in Centraal-Bosnië en dat was ook het operatiegebied. De divisie nam deel aan de Tweede Banja Luka-operatie in september en hinderde de Duitse terugtrekkingen. In maart en april 1945 nam de divisie deel aan de slotoffensieven en hielp Bosnië te bevrijden. Ten slotte hielp de divisie met het opruimen van resterende formaties Četnik en Ustaša rond Odžak. |
| Kumanovo-divisie                             | medio oktober 1944               | begin december 1944        | De divisie werd opgericht bij het dorp Žegljane, vlak bij Kumanovo met als onderdelen de 16e, 17e en 18e Macedonische brigades. De divisie was actief in het gebied van Kačanička Klisura en op de weg Kumanovo-Kriva Palanka. Later nam de divisie deel aan de strijd om de bevrijding van Kumanovo en aan de gevechten rond Skopje. De divisie werd begin december 1944 ontbonden en zijn manschappen werden verdeeld over andere militaire eenheden. |
| Venezia-divisie                              | 15 april 1939 / 8 september 1943 | 1 december 1943            | De Venezia Divisie was een reguliere berg-infanterie divisie van het Italiaanse leger, die zich op 8 september 1943, bij de Italiaanse wapenstilstand, rond Podgorica bevond. De divisie weigerde de wapens over te dragen aan de 118e Jäger-Divisie en de Četniks en handhaafde, ondanks de omstandigheden, de organische eenheid van haar afdelingen. Vanaf de eerste dagen van oktober begon de divisie samen te werken met de Joegoslavische partizanen en voerde vanaf de 13e van de maand echte oorlogsacties uit tegen de Wehrmacht in Sandžak. Om zich aan te passen aan het specifieke type oorlogvoering, veranderde de divisie op 29 oktober haar organisatie door brigades op bataljonsniveau te vormen, die de naam "Venezia" behielden. De divisie werd uiteindelijk ontbonden op 1 december 1943 en vormde, samen met andere eenheden van de 1e Alpine Divisie "Taurinense", de Italiaanse partizanen divisie "Garibaldi". |
| Garibaldi-divisie                            | 2 december 1943                  | 6 maart 1945 / eind oorlog | Deze divisie werd gevormd in het gebied Pljevlja uit delen van de ontbonden Italiaanse divisies "Venezia" en "Taurinense". Als onderdeel van het 2e Korps NOVJ was het stevig betrokken in de strijd tegen de Duitsers in Sandžak en Montenegro in 1943/44. Het nam o.a. deel aan de Operatie Durmitor. Op 6 maart 1945 werd de divisie met goedkeuring van de Generale Staf van de NOVJ overgebracht naar Bari, Italië en later naar Monopoli. Daarna werd de divisie overgebracht naar Sicilië waar ze tot het einde van de oorlog als garnizoenseenheid bleef. |
| Garibaldi Natisone-divisie                   | 17 augustus 1944                 | 30 april 1945              | Gevormd werd deze divisie ten westen van de Natisone door twee Italiaanse Garibaldi-brigades (Natisone en Friuli). Op 21 augustus werd brigade Osoppo toegevoegd en werd de divisie omgedoopt tot Garibaldi-Osoppo, maar eind september reorganiseerde ze zich in drie Garibaldi-brigades en de oorspronkelijke naam werd teruggegeven. Van 7 november 1944 tot midden april 1945 maakte de divisie deel uit van het 9e Korps en werd daarna wegens zware verliezen gereorganiseerd tot één brigade en vormde daarna samen met de Fontanot-brigade de Garibaldi Fontanot-divisie. |
| Garibaldi Fontanot-divisie                   | 30 april 1945                    | eind oorlog                | De divisie werd gevormd in Brod na Kupi uit de tot één brigade gereorganiseerde Garibaldi Natisone Divisie plus de Fontanot Brigade (van de 18e Sloveense Divisie). Daarmee waren alle Italiaanse partizaneneenheden in Dolenjska verenigd. Als onderdeel van het 7e Korps nam de divisie deel aan de laatste operaties van het Joegoslavische leger. Medio mei 1945 werd ze overgebracht naar Triëst waar het werd ontbonden. |

## Diversen
| Eenheid        | Opgericht    | Eind        | Opmerkingen |
| -------------- | ------------ | ----------- | --- |
| 1e Tankbrigade | 16 juli 1944 | eind oorlog | De 1e Tankbrigade werd gevormd in Gravina in Puglia in Italië uit o.a. het 1e Joegoslavische tankbataljon. De brigade bestond uit 2003 man, 56 M3A1/A3 Stuart tanks en 24 AEC Mk.II gepantserde voertuigen, georganiseerd in 3 tankbataljons. Leden van de brigade die de brigade tijdens de training verlieten, gingen naar de Sovjet-Unie om zich te laten omscholen door de Sovjet-Unie. Begin september werd de brigade naar Vis overgebracht en later naar Brač. Toegevoegd aan de 26e Dalmatische Divisie nam de brigade deel aan de initiële bevrijding van de Dalmatische kuststrook. Later nam de brigade deel aan de operaties rond Mostar. De brigade werd daarna een onderdeel van het 4e Leger en vocht vanaf 20 maart 1945 in Lika. Daarna volgde de Rijeka-operatie en op 29 april 1945 rukte ze op in slechts 15 uur over 110 km ruig terrein en arriveerde in de buitenwijken van Triëst. |
| 2e Tankbrigade | 8 maart 1945 | eind oorlog | De groep die vertrok voor omscholing naar de Sovjet-Unie werd getraind op de Tesnitskoye-polygoon (ten noorden van Toela). De opbouw van deze brigade kwam overeen met de opbouw van een Sovjet tankbrigade, bestaande uit 3 tankbataljons, 1150 man, 65 T-34/85 tanks en 3 BA-64 pantserwagens. De brigade arriveerde op 26 maart 1945 in Servië. De taak van de brigade als onderdeel van het 1e Leger was om de Duitse verdedigingslinie aan het Syrmische front te doorbreken op 12 april 1945. Ondanks zware verliezen rukte de brigade op via Vukovar en kwam op 9 mei in Zagreb binnen als onderdeel van het 3e Leger en stootte daarna door naar Triëst, waar het zich bij de 1e Tank Brigade voegde. |

## Slagorde Joegoslavische Leger 24 maart 1945

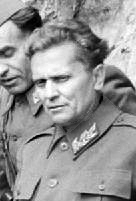
Josip Broz Tito

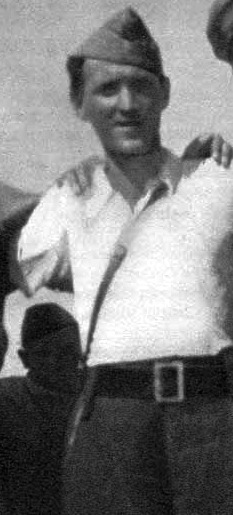
Kosta Nađ

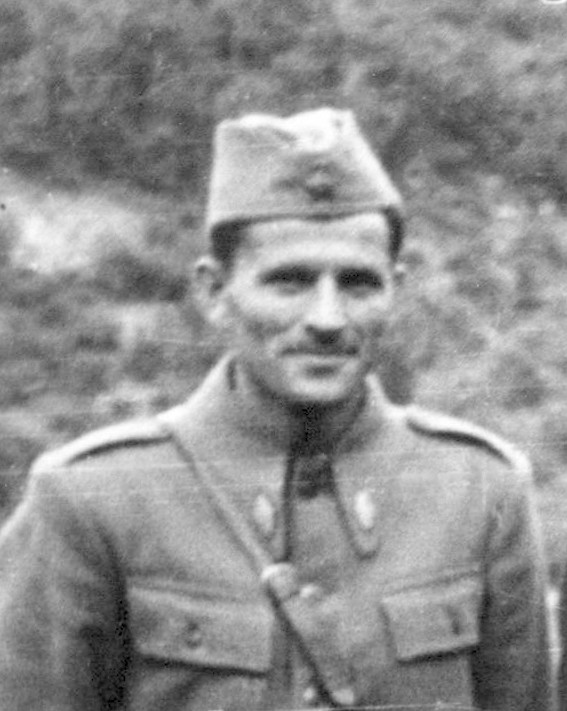
Peko Dapčević

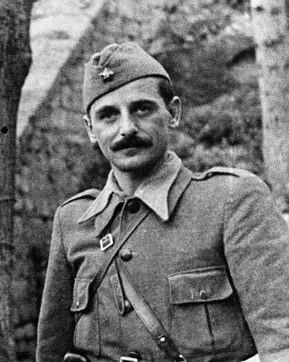
Koča Popović

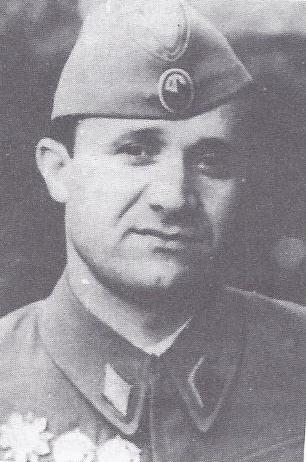
Petar Drapšin

- 3e Leger (Lieutenant General Kosta Nađ)
  - Direct onder bevel
    - 16e Vojvodina-divisie
    - 36e Vojvodina-divisie
    - 51e Vojvodina-divisie

  - 6e Korps
    - 12e Slavonische Divisie
    - 40e Slavonisch Divisie

  - 10e Zagreb Korps
    - 32e Zagorje-divisie
    - 33e Kroatische Divisie
- 1e Leger (Lieutenant General Peko Dapčević)
  - Direct onder bevel
    - 1e Proletarian Divisie
    - 2e Proletarian Divisie
    - 5e Krajina-divisie
    - 6e Lika Proletarische Divisie "Nikola Tesla"
    - 11e Krajina Divisie
    - 21e Servische Divisie
    - 22e Servische Divisie
    - 2e Tankbrigade
    - 12e Cavaleriebrigade
- 2e Leger (Lieutenant General Koča Popović)
  - Direct onder bevel
    - 17e Oost-Bosnische Divisie
    - 23e Servische Divisie
    - 25e Servische Divisie
    - 28e Slavonische Divisie
    - 45e Servische Divisie

  - 2e Stoottroepen Korps
    - 3e Stoottroependivisie
    - 29e Herzegovina Divisie
    - 37e Sandžakdivisie

  - 3e Korps
    - 27e Oost-Bosnische Divisie
    - 38e Oost-Bosnische Divisie

  - 5e Korps
    - 4e Krajina-divisie
    - 10e Krajina-divisie
    - 39e Krajina-divisie
    - 53e Centraal-Bosnische Divisie
- 4e Leger (Lieutenant General Petar Drapšin)
  - Direct onder bevel
    - 1e Tank Brigade
    - 9e Dalmatische Divisie
    - 19e Dalmatische Divisie
    - 20e Dalmatische Divisie
    - 26e Dalmatische Divisie

  - 4e Korps
    - 7e Banija-divisie
    - 8e Kordun-divisie
    - 34e Kroatische Divisie

  - 11e Korps
    - 13e Primorje Gorski-divisie
    - 35e Lika-divisie
    - 43e Istrië-divisie

  - 7e Korps
    - 14e Sloveense Divisie
    - 18e Sloveense Divisie

  - 9e Korps
    - 30e Sloveense Divisie
    - 31e Sloveense Divisie

  - 4e Operatieve Zone
    - 14e Sloveense Divisie
- Andere formaties
  - 15e Macedonische Korps
    - 42e Macedonische Divisie
    - 48e Macedonische Divisie

  - Kosovo 
    - 24e Servische Divisie
    - 49e Macedonische Divisie
    - 50e Macedonische Divisie

  - Generale staf Servië
    - 47e Servische Divisie

  - Generale Staf Macedonië
    - 41e Macedonische Divisie

  - Operatieve staf Kosovo en Metohija
    - 46e Servische Divisie
    - 52e Kosovo-Metohija-divisie